# Abraham Jakob Penzel
 Abraham Jakob Penzel (* 17. November 1749 in Törten; † 16. März 1819 in Jena) war ein deutscher Philologe und Historiker.

## Leben

### Herkunft und Bildungsgang
Penzel war der Sohn des Pfarrers Johann Jakob Penzel und wuchs an dessen verschiedenen Dienstorten im heutigen Sachsen-Anhalt auf. Nach dem Abitur am reformierten Gymnasium in Halle begann er 1766 an der Universität Göttingen Sprachen zu studieren, was er aber bald wieder abbrach; dennoch beherrschte er bald zehn lebende und tote Sprachen. 1770 setzte er ein inhaltlich breites Studium in Leipzig fort, begann dann aber sich auf Drängen des Philologen Johann Jacob Reiske auf die alte Geographie zu fokussieren und in Halle weiter zu studieren, wo er 1771 den Magister erwarb und sich kurz darauf auch habilitierte.

### Wanderjahre, Militärdienst, Übersetzer
Es folgten unstete Jahre, während denen er unterschiedliche Tätigkeiten an vielen Orten ausübte, wobei er daneben Zeit für vielfältige Publikationen fand: 1774 war er am Hof des Hochstifts Würzburg tätig, ließ sich dann von der preußischen Armee anwerben, was ihn nach Königsberg (Preußen) führte; dort konnte er sich, ohne tatsächlich Wehrdienst zu leisten, seinen Studien widmen und publizierte von 1775 bis 1777 die vier Bände seiner Übersetzung des antiken Schriftstellers Strabon. Von 1778 bis 1780 wirkte er bei einer polnischen Adelsfamilie in Krakau als Sprachlehrer, dann als Direktor der dortigen Akademischen Buchdruckerei, als zweiter Bibliothekar sowie Deutschlehrer am St. Petri-Seminar. 1787 war er wieder Erzieher eines polnischen Adligen, 1792 Französischlehrer in Teschen, 1795 bis 1798 Lehrer der Poetik in Laibach. Von 1799 bis 1812 arbeitete er als Sprachlehrer in Triest, wo ihn Seume auf seiner Fußwanderung nach Syrakus traf.

„Ich fand hier den Philologen Abraham Penzel, der in Triest den Sprachmeister für die Italiener deutsch und für die Deutschen italienisch macht. Die Schicksale dieses sonderbaren Mannes würden eine lehrreiche, angenehme Unterhaltung gewähren, wenn sie gut erzählt würden. Von Leipzig und Halle nach Polen, von Polen nach Wien, von Wien nach Laibach, von Laibach nach Triest, und überall in genialischen Verbindungen. Der unglückliche Hang zum Wein hat ihm manchen Streich gespielt und ihn noch zuletzt genötigt, seine Stelle in Laibach aufzugeben, wo er Professor der Dichtkunst am Gymnasium war. Er hat durch seine mannigfaltigen, verflochtenen Schicksale ein gewisses barockes Unterhaltungstalent gewonnen, das den Mann nicht ohne Teilnahme lässt. Per varios casus, per tot discrimina rerum tendimus Tergestum  sagte er mit vieler Drolerie…“

Über Stationen in München, Leipzig und Halle (Saale) kam Penzel schließlich 1816 an die Universität Jena, wo er Lektor der englischen Sprache wurde. Dem Alkohol verfallen, starb er dort drei Jahre später.

## Vergleich mit Laukhard
Penzels Lebenslauf gleicht dem seines Zeitgenossen, des Schriftstellers „Magister“ Laukhard (1757–1822).

## Werke
- Sieben kleine Gedichte, der Venus Erycina, dem Schmerz und der Freude gesungen. Berlin 1769.
- De arte historica: ad Stanislavm comitem de Sołtyk ... Abrahami Iacobi Penzelii libellvs. Krakau 1782.
- De Arte Historica Ad Stanislavm Comitem De Soltyk Abrahami Iacobi Penzelii Libellus. Leipzig 1784.
- Des Strabo eines alten stoischen Weltweisen aus der Stadt Amasia gebürtig allgemeine Erdbeschreibung. 4 Bände, Lemgo 1775–1777.
- Schiltberger’s aus München von den Türken in der Schlacht von Nikopolis 1395 gefangen, in das Heidenthum geführt, und 1427 wieder heimgekommen, Reise in den Orient und wunderbare Begebenheiten. München 1814.
- Zueignungsgesang der ersten Sammlung seiner lyrischen Werke: vorgesetzte Probe e. neuen Ausg. aller röm. Lyriker. Helmstedt 1818.